# 최재현 (축구 선수)
최재현(1994년 4월 20일 ~ )은 대한민국의 축구 선수이다. 포지션은 공격수이다. 현재 K리그1의 대전 하나 시티즌 소속이다.

## 클럽 경력
2017시즌을 앞두고 전남 드래곤즈에 입단했다. 2017년 4월 15일 인천 유나이티드와의 경기에서 프로 데뷔전을 치렀다. 이 경기에서 1골 1도움을 기록했고, 팀은 3-1승리를 거두어 시즌 첫 승을 기록했다.
2020시즌을 앞두고 대전 하나 시티즌에 입단했다.
사회복무요원으로 군 문제를 해결하기 위해 2021시즌을 앞두고 K4리그의 양평 FC로 임대이적했다.